# ساراتوف ایرلاینز
ساراتوف ایرلاینز (به انگلیسی: Saratov Airlines) یک شرکت هواپیمایی با کد یاتا 6W است که در تاریخ ۱۹۳۱ میلادی تأسیس شده است. دفتر مرکزی ساراتوف ایرلاینز در ساراتوف، روسیه واقع شده‌است و قطب این شرکت هواپیمایی در فرودگاه سرتو تسنترلنی قرار دارد و به ۶ مقصد، پرواز مستقیم انجام می‌دهد.